# Cremas B
El Comunicaciones FC B, conocido simplemente como Cremas B, fue un club de fútbol profesional con sede en la Ciudad de Guatemala. Militó en la Primera División de Guatemala y jugó sus partidos de local en el Estadio Cementos Progreso. El club cerró sus puertas el 2 de noviembre de 2022.

## Datos del club

### Trayectoria
La filial de Comunicaciones FC nació en 2011 en la Tercera División de Guatemala, donde permaneció por dos temporadas. Fue en el Clausura 2013, donde logró su ascenso a la Segunda División de Guatemala derrotando 2-1 a CSD Chinautla en el ascenso a ida y vuelta, celebrado en el Estadio Juan Carlos Plata la ida y en el Estadio Cementos Progreso el duelo de vuelta. El torneo Apertura 2013 sería bueno para los cremas, ya que alcanzarían los cuartos de final, cayendo ante Jocotán en Teculután. Mientras que el Clausura 2014 los albos, dirigidos por el uruguayo Willy Coito llegaron hasta octavos de final, cayendo 2-1 ante Tigres del Jumay en el Estadio Municipal de Sanarate.

## Estadísticas

### Recorrido
| Torneo        | Categoría        | Posición               |
| ------------- | ---------------- | ---------------------- |
| Apertura 2011 | Tercera División | 16.os de final         |
| Clausura 2012 | Tercera División | Campeón                |
| Apertura 2012 | Tercera División | Campeón                |
| Clausura 2013 | Tercera División | Tercer lugar           |
| Apertura 2013 | Segunda División | Cuartos de final       |
| Clausura 2014 | Segunda División | Octavos de final       |
| Apertura 2014 | Primera División | Sexto lugar - Grupo A  |
| Clausura 2015 | Primera División | Cuartos de final       |
| Apertura 2015 | Primera División | Cuartos de final       |
| Clausura 2016 | Primera División | Sexto lugar - Grupo B  |
| Apertura 2016 | Primera División | Quinto lugar - Grupo B |
| Clausura 2017 | Primera División | Quinto lugar - Grupo B |
| Apertura 2017 | Primera División |                        |

### Goleadores
Tabla de goleadores obtenida del sitio web especializado en Cremas B CremasB.com 
| Jugador                 | Equipo actual        | Goles |
| ----------------------- | -------------------- | ----- |
| Edgar Cotto             | Cremas B             | 30    |
| Kevin Elías Castellanos | Deportivo Petapa     | 14    |
| José Luis Barbero       | Desconocido          | 11    |
| Jorge Eduardo Vargas    | Deportivo Guastatoya | 11    |
| Gerson Danilo Lima      | René Urutia          | 10    |

### Apariciones
| Jugador           | Equipo actual     | Apariciones |
| ----------------- | ----------------- | ----------- |
| José Lemús        | CSD Carchá        | 97          |
| Edgar Cotto       | Deportivo Mictlán | 90          |
| Kevin Grijalva    | Cremas B          | 82          |
| Dagoberto Arriola | Cremas B          | 81          |
| Kener Lemús       | Antigua GFC       | 71          |

## Uniforme
| Período     | Proveedor   |
| ----------- | ----------- |
| 2011 - 2012 | Joma        |
| 2012 - 2018 | Puma        |
| 2018 - 2019 | Kappa       |
| 2019 - 2022 | Nino Sports |

| Período     | Proveedor |
| ----------- | --------- |
| 2011 - 2017 | Bantrab   |
| 2017 - 2022 | Ninguno   |

## Entrenadores

### Entrenadores con palmarés
| Entrenador               | Período(s) | Títulos            |
| ------------------------ | ---------- | ------------------ |
| Jorge Miguel Sumich      | 2011       |                    |
| William Fernando Coito   | 2012-2014  | 2 Tercera División |
| Edison Moreno            | 2014-2015  |                    |
| Carlos Washington Blanco | 2015-2017  |                    |
| William Fernando Coito   | 2017-2018  |                    |
| Iván Franco Sopegno      | 2018-2019  |                    |
| William Fernando Coito   | 2019-2022  |                    |

## Datos del club
- Temporadas en Liga Nacional: 0.
- Temporadas en Primera División: 4.
- Temporadas en Segunda División: 1.
- Temporadas en Tercera División: 2.
- Mejor puesto en Primera División: 1.
- Mejor puesto en Segunda División: 1.
- Mejor puesto en Tercera División: 1.
- Mejor puesto en Torneo de Copa: Semifinales.
- Peor puesto en Primera División:
- Mayor goleada conseguida:
  - En Primera División:
    - 9-4 frente al CSD Puerto San José de Guatemala en la Primera División, torneo Clausura 2015.[2]
    - 7-1 frente a Quiriguá de Guatemala en la Primera División, torneo Clausura 2017.[3]
- Mayor goleada recibida:
  - En Primera División:
    - 0-4 frente al Aurora FC de Guatemala.
    - 0-4 frente al Quiriguá de Guatemala.
- Máximo goleador:
  - Todas las competencias:
    -  Edgar Cotto (30 goles).[4]

  - Derbis:
    -  Edgar Cotto (5 goles).
- Portero menos vencido:
  - Primera División:
    -  Kevin Moscoso (Apertura 2016).

## Palmarés
| Competición Nacional                | Títulos                                               | Subcampeonatos |
| ----------------------------------- | ----------------------------------------------------- | -------------- |
| Tercera División (2/0)              | Clausura 2012, Apertura 2012 (Filial con más títulos) |                |
| Segunda División (0/0)              |                                                       |                |
| Primera División (Guatemala) (0/0): |                                                       |                |

## Figuras
Futbolistas reconocidos en jugar en Cremas B a lo largo de su historia:
- Edgar Cotto, internacional guatemalteco y campeón con Comunicaciones Fútbol Club.
- Erwin Morales, internacional guatemalteco y múltiple campeón de la Liga Nacional.
- José Javier del Águila, mundialista en Copa Mundial de Fútbol Sub-20 de 2011.
- José Manuel Lemús, mundialista en Copa Mundial de Fútbol Sub-20 de 2011.